# Helmuth von Pannwitz
Helmuth von Pannwitz (n. 14 octombrie 1898 – d. 16 ianuarie 1947) a fost un general german care s-a remarcat ca ofițer de cavalerie în timpul primului și a celui de-al doilea război mondial și a devenit atamanul suprem al trupelor de cazaci din cadrul SS-ului și Wehrmacht-ului. 

## Prima parte a vieții
Pannwitz s-a născut în într-o familie aristocratică prusacă, din Botzanowitz, (astăzi în Polonia). La vârsta de 16 ani, Helmuth von Pannwitz s-a înrolat la începutul primului război mondial în armata Imperiului German. S-a distins în timpul luptelor primei conflagrații mondiale și a fost decorat cu Crucea de Fier, clasa I și clasa a II-a. 

## Al doilea război mondial
Helmuth von Pannwitz era în serviciul activ la începutul celui de-al doilea război mondial și a fost decorat cu „baretele” corespunzătoare ordinelor pe care le primise deja până atunci, iar, în august 1941,  a fost decorat cu „Crucea cavalerului” și a fost avansat la gradul de colonel un an mai târziu. Pannwitz a fost începând cu anul 1942 principalul susținător al ideii de formare a forțelor de voluntari cazaci, XV. Kosaken-Kavallerie-Korps, din cadrul Wehrmachtului. Von Pannwitz a fost comandantul cavaleriei cazace în timpul luptelor împotriva partizanilor din Iugoslavia. În timpul operațiilor de „pedepsire” din Serbia și Croația, cazacii de sub comanda lui von Pannwitz au comis o serie de atrocități împotriva populației civile precum execuții sumare, violuri și jafuri. 
Datorită respectului pe care îl arăta subordonaților săi, cât și faptului că participa la serviciile religioase ortodoxe ruse alături de ei, Pannwitz a fost un personaj foarte popular printre cazaci. Mai înainte de sfârșitul războiului, el a fost ales „Feldataman”, cel mai mare grad militar din ierarhia căzăcească, care era rezervat în mod tradițional doar țarului. 
Începând cu februarie 1945, corpul căzăcesc a fost transferat în subordinea Waffen-SS.

## Urmări
Pannwitz s-a predat pe 11 mai 1945 trupelor britanice. Cazacii pe care îi comandase au fost predați de către britanici forțelor sovietice la Lienz, în Austria. (Această acțiune este numită de unii autori „Trădarea cazacilor”). Numeroși cazaci au fost uciși de ofițerii serviciului sovietic de contrainformații (SMERȘ), sau s-au sinucis pentru a nu fi repatriați. Ofițerii britanici i-au comunicat lui Pannwitz că, dat fiind faptul că el era cetățean german, nu urma să fie predat sovieticilor în vederea „repatrierii”. Cu toate acestea, generalul von Pannwitz a insistat să rămână alături de subordonații săi și s-a predat voluntar autorităților sovietice.

## Execuția
Pannwitz a fost judecat de sovietici și a fost condamnat la moarte pentru spionaj și pentru acte teroriste și subversive împotriva Uniunii Sovietice. A fost executat la Moscova pe 16 ianuarie 1947. 

## Încercări de reabilitare
Pe 23 august 1996, în timpul mandatului lui Boris Elțin, membrii familiei Pannwitz au depus o cerere pentru achitarea postumă după condamnarea din 1946. Procurorul principal militar din Moscova a hotărât că von Pannwitz îndeplinea condițiile pentru reabilitarea sa ca victimă a represiunilor staliniste. Pe 28 iunie 2001, procesul reabilitării a fost oprit, punându-se în discuție procedurile legale din 1996, iar Helmuth von Pannwitz continuă să fie considerat vinovat pentru toate capetele de acuzare. 